# Vương tộc Wettin
Nhà Wettin (tiếng Đức: Haus Wettin) là một trong những triều đại cầm quyền lâu đời nhất ở châu Âu, nguồn gốc của gia tộc Wettin đến từ thị trấn Wettin, Sachsen-Anhatl. Khởi đầu với quyền cai trị lãnh địa Sächsische Ostmark từ năm 1030, năm 1098, gia tộc này dành được quyền cai trị Meissen, năm 1263 nắm quyền Thüringen và năm 1423 thì kiểm soát Sachsen. Trong lịch sử, gia tộc Wettin từng nắm giữ nhiều tước vị cai trị Bá tước, Công tước, Vương công và Quốc vương, cai trị các lãnh thổ thuộc các nhà nước Sachsen, Sachsen-Anhalt và Thüringen của Đức ngày nay. Nhiều thành viên của gia tộc này còn giữ ngai vàng của Vương quốc Anh, Bồ Đào Nha, Bulgaria, Ba Lan, Sachsen và Bỉ. Hiện nay, gia tộc Wettin vẫn còn giữ ngai vàng của Vương quốc Liên hiệp Anh và Bắc Ai Len và Vương quốc Bỉ thông qua các nhánh hậu duệ của mình.
Gia tộc Wettin chia thành hai nhánh cai trị vào năm 1485 theo Hiệp ước Leipzig: Nhánh Ernestine và Albertine. Ernestine là dòng chính của Nhà Wettin, lúc đầu nắm quyền cai trị Tuyển hầu xứ Sachsen, giữ 1 trong 7 phiếu bầu ra Hoàng đế La Mã Thần thánh, sau đó họ đóng một vai trò quan trọng trong cuộc Cải cách Tin lành và nhân cơ hội phe Công giáo xung đột với Tin Lành, dòng Albertine đã tiếm quyền tuyển đế hầu, đẩy dòng Ernestine xuống. Nhưng càng về sau này thì dòng Ernestine càng có ảnh hưởng trong lịch sử châu Âu, vì thông qua các cuộc hôn phối và tuyển cử, các thành viên của họ đã trở thành quân chủ cai trị nhiều nhà nước bên ngoài Đức, tất cả đều có nguồn góc từ Nhà Sachsen-Coburg và Gotha. Trong khi đó Nhánh Albertine ít nổi bật hơn dù họ sở hữu tuyển hầu xứ Sachsen và sau là vương quốc Sachsen, họ đã cai trị phần lớn Sachsen và đóng vai trò quan trọng trong lịch sử Ba Lan.

## Nguồn gốc: Wettin của Sachsen

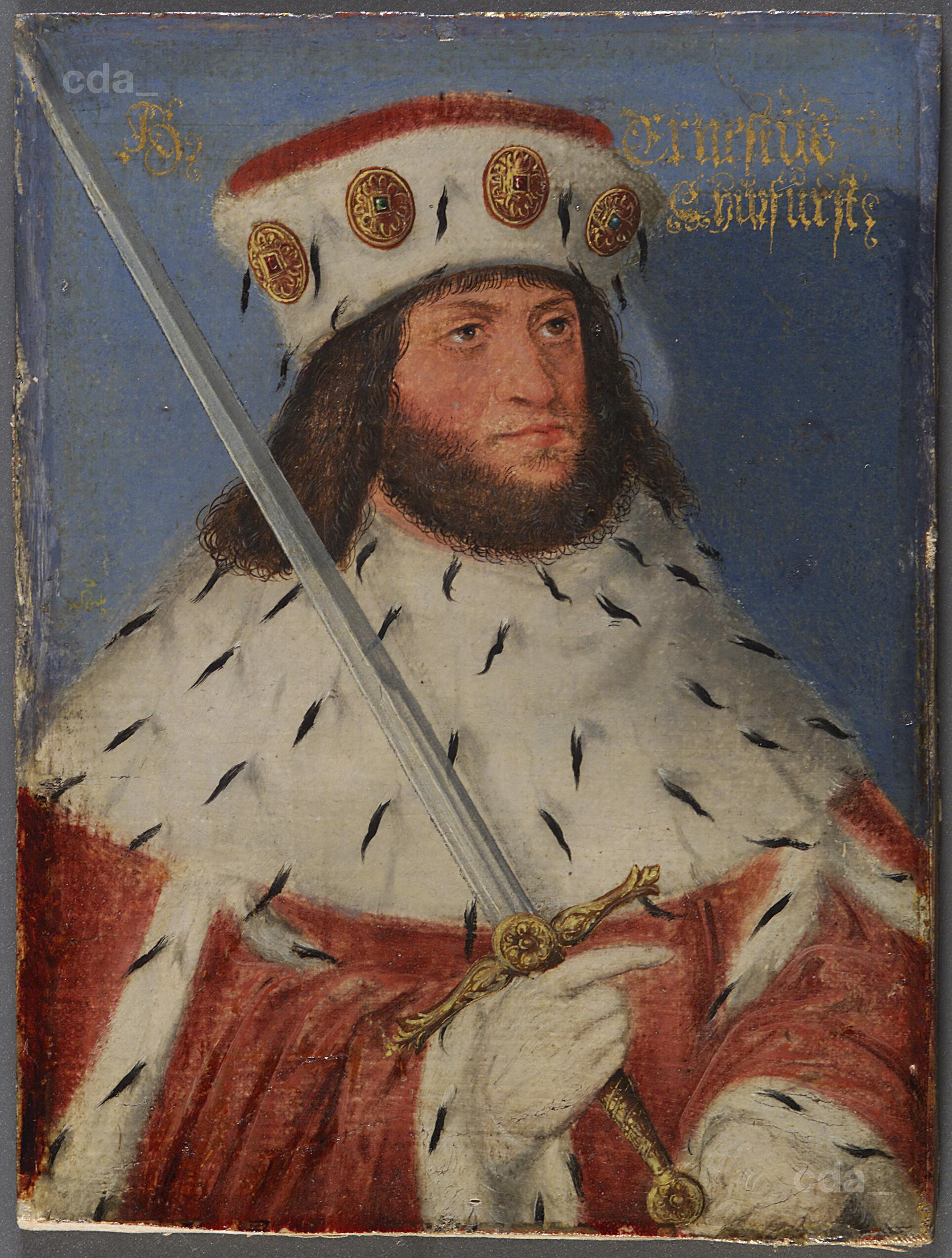
Ernst, Tuyển hầu xứ Sachsen (1441–1486) - ông tổ của dòng Ernestine.
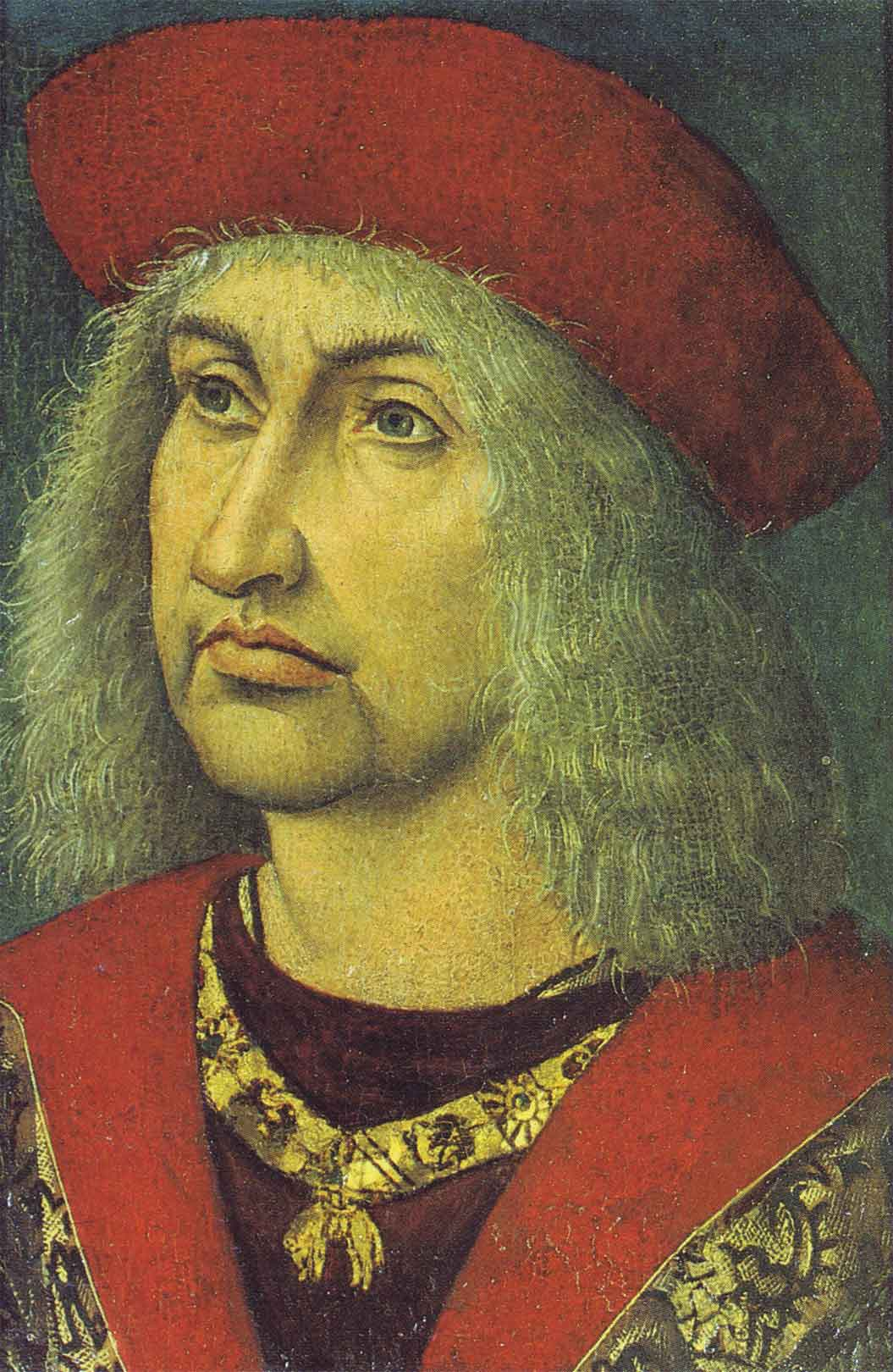
Albrecht, Công tước xứ Sachsen (1443–1500) - ông tổ của dòng Albertine.